# Rodrigo Cachero
Rodrigo Cachero Maldonado (Ciudad de México, 29 de octubre de 1973) es un actor y director mexicano de cine y televisión, quién se dio a conocer por sus interpretaciones en personajes como Mariano Sáenz en la telenovela Cuando seas mía (2001) y como el director Miguel Quintanilla en la serie de televisión por internet Control Z (2020–22).

## Biografía

### Carrera profesional
Se graduó como Licenciado en Comunicación y Relaciones Públicas en la Universidad Iberoamericana, por lo que, una vez terminado su paso por la universidad, decide a viajar a España para estudiar Interpretación y Narrativa en la ciudad de Sevilla, bajo la mentoría de Miguel Hermoso. Después de su estadía por España, Cachero regresa a México para su capacitación y formación actoral en el Centro de Formación Actoral (CEFAT) y en el Centro de Arte Dramático A.C. (CADAC). Su primer papel en televisión fue como Alexis Santiago en la telenovela Perla (1998–99), mientras que en el cine fue en el largometraje Por la libre (2000). No obstante, en el 2001 se dio a notar por su participación en la telenovela Cuando seas mía, en donde, su personaje como Mariano Sanz fue el tercero en discordia con los personajes de Silvia Navarro y Sergio Basáñez. Después de su participación en Cuando seas mía, le siguieron otros trabajos en televisión, en las telenovelas Por ti (2002), Un nuevo amor (2003) y Belinda (2004). En 2005, se le dio la oportunidad a Cachero de estelarizar Machos, interpretando a Adán Mercader junto con Iliana Fox y Héctor Bonilla, además de tener una participación especial en La otra mitad del sol.
Desde el año 2007, Rodrigo Cachero regresó al Centro de Formación Actoral (CEFAT) de TV Azteca como Profesor de actuación, en ese mismo año, tuvo una participación en la telenovela Se busca un hombre, producida por Genoveva Martínez en dónde compartió créditos con Andrea Noli y Rossana Nájera.
A lo largo de la década de 2010, Cachero tuvo participaciones en largometrajes como 180 Grados (2010), El fantástico mundo de Juan Orol (2012) y Ya veremos (2018). Mientras que en televisión participó en A corazón abierto (2011), Huérfanas (2011–12),  Secretos de familia (2013), Hombre tenías que ser (2013–14), La querida del Centauro (2017) y Las Malcriadas (2017–18). A partir de 2020, Cachero formó parte del reparto principal de la serie de televisión por internet de Netflix, Control Z (2020–22), interpretando al Director Miguel Quintanilla.
Además de actuar, Rodrigo Cachero es director de escena, el cual, ha dirigido tres episodios de Lo que callamos las mujeres (2010–13), algunos episodios de A cada quien su santo (2008–11) y Están entre nosotros (2016), junto con las telenovelas Los Rey (2012–13), Siempre tuya Acapulco (2014), Tanto amor (2015–16) de TV Azteca, y Eternamente amándonos (2023) de TelevisaUnivision.

### Vida personal
Cachero nació el 29 de octubre de 1973 en la Ciudad de México, durante su infancia desarrolló interés por la educación artística. Tuvo una relación con la actriz Larisa Mendizábal, la cual, tuvo con ella a Santiago Cachero Mendizábal, su hijo mayor. En 2012 inició un noviazgo con la también actriz y presentadora de televisión Adianez Hernández, dicha relación tuvo fruto a su segundo hijo, Ian Cachero Hernández. Seis años después, Rodrigo y Adianez contrajeron nupcias el 24 de febrero de 2018, un año después, tuvieron a Kai Cachero Hernández, segundo hijo fruto de su relación y el tercero de Cachero.

## Filmografía

### Cine
| Año  | Título                                    | Personaje             | Notas        |
| ---- | ----------------------------------------- | --------------------- | ------------ |
| 2000 | Por la libre                              | Rodrigo               | Largometraje |
| 2000 | El precio de nuestra sangre               | Carlo                 | Largometraje |
| 2004 | El secreto oculto                         | César                 | Largometraje |
| 2005 | Secreto de amor                           | Carlos                | Largometraje |
| 2005 | Lucía... nunca volverás a decir te quiero | Personaje desconocido | Cortometraje |
| 2006 | Cansada de besar sapos                    | Actor famoso          | Largometraje |
| 2008 | Vantage Point                             | Luis                  | Largometraje |
| 2010 | 180 Grados                                | Darío                 | Largometraje |
| 2012 | El fantástico mundo de Juan Orol          | Memo Alcaine          | Largometraje |
| 2018 | Ya veremos                                | Dr. Rubén Darío       | Largometraje |

### Televisión
| Año       | Título                       | Personaje                   | Notas                          |
| --------- | ---------------------------- | --------------------------- | ------------------------------ |
| 1998–1999 | Perla                        | Alexis Santiago             | Rol principal; 230 episodios.  |
| 2000–2001 | El amor no es como lo pintan | Javier Galán Batres         | Rol principal; 175 episodios.  |
| 2001–2002 | Cuando seas mía              | Mariano Sáenz               | Rol principal; 238 episodios.  |
| 2002      | Por ti                       | Luis Montalbán              | Rol principal; 134 episodios.  |
| 2003      | Un nuevo amor                | Luis Eduardo Durán          | Rol principal; 42 episodios.   |
| 2004      | Belinda                      | Gustavo Flores              | Rol principal; 105 episodios.  |
| 2004      | El pelón de la noche         | Él mismo                    | Invitado; 1 episodio.          |
| 2005      | Lo que callamos las mujeres  | Abel                        | Ep. «Luz y sombra»             |
| 2005      | La otra mitad del sol        | Eugenio                     | Rol recurrente.                |
| 2005–2006 | Machos                       | Adán Mercader               | Rol principal; 110 episodios.  |
| 2007      | Se busca un hombre           | Andrés                      | Rol recurrente.                |
| 2007–2008 | Cambio de vida               | Personaje desconocido       | Invitado; 2 episodios.         |
| 2009–2010 | Mujer comprada               | Cosme Herrera               | Rol principal; 140 episodios.  |
| 2011      | A corazón abierto            | Marcos                      | Invitado; 2 episodios          |
| 2011–2012 | Huérfanas                    | Bradley Smith               | Rol principal; 130 episodios.  |
| 2013      | Secretos de familia          | Sebastián Cruz              | Invitado; 1 episodio.          |
| 2013–2014 | Hombre tenías que ser        | Óscar Mayo                  | Rol recurrente; 105 episodios. |
| 2014      | Siempre tuya Acapulco        | Dr. Villanueva              | Invitado; 1 episodios.         |
| 2017      | La querida del Centauro      | Mario Paredes               | Rol recurrente; 6 episodios.   |
| 2017–2018 | Las Malcriadas               | Joaquín Figueroa            | Rol principal; 103 episodios.  |
| 2020–2022 | Control Z                    | Director Miguel Quintanilla | Rol principal; 24 episodios.   |
| 2021      | Un día para vivir            | Andrés                      | Ep. «Obsesión»                 |
| 2022      | Lo que la gente cuenta       | Lorenzo                     | Ep. «La morgue»                |

| Año       | Título                      | Cargo              | Empresa productora | Notas                            |
| --------- | --------------------------- | ------------------ | ------------------ | -------------------------------- |
| 2008–2011 | A cada quien su santo       | Director de escena | TV Azteca          | Serie de antología.              |
| 2010–2013 | Lo que callamos las mujeres | Director de escena | TV Azteca          | Serie de antología; 3 episodios. |
| 2012–2013 | Los Rey                     | Director de escena | TV Azteca          | Telenovela; 125 episodios.       |
| 2015–2016 | Tanto amor                  | Director de escena | TV Azteca          | Telenovela; 120 episodios.       |
| 2016      | Están entre nosotros        | Director de escena | TV Azteca          | Serie de antología.              |
| 2023      | Eternamente amándonos       | Director de escena | TelevisaUnivision  | Telenovela; 120 episodios.       |
| 2024      | Marea de pasiones           | Director de escena | TelevisaUnivision  | Telenovela; 65 episodios.        |